# Ширнак
```

```

Ширнак (тур. Şırnak) — місто на південному сході Туреччини. Адміністративний центр ілу Ширнак. Населення — 59 435 (2008).

## Назва
Згідно з однією з легенд, саме в цих місцях виявився Ноїв ковчег після всесвітнього потопу, тому вважають, що початково місто називалося Шехр-і Нух («місто Ноя» перською), а згодом ця назва спотворилася й курдською мовою стала вимовлятися як Ширнех, а турецькою як Мерсін.